# 扬·科斯特拉
扬·科斯特拉（Ján Kostra，1910年12月4日—1975年11月5日），斯洛伐克共和国诗人、画家、散文家、翻译家、儿童文学家。

## 人生履历
他生于一个乡村家庭，在日利纳实验中学受到初等教育。1928年至1934年，他在布拉格查理大学的学院学习艺术，1930至1933年，他在布拉格工艺和高等技术学院学习建筑学。后加入斯洛伐克Detvan协会，并且为布拉格R-10文学社团的成员。他曾在捷克社会工人剧院工作，1933年曾参加参加莫斯科戏剧节。 1937年起在银行工作，1937至1938年在工人报刊做编辑。1938年至1942年，他在普雷绍夫和布拉迪斯拉发的斯洛伐克电台做编辑。1949至1956年任捷克斯洛伐克作家协会斯洛伐克分部书记，1956年后专心从事创作。

## 创作作品
科斯特拉是现代斯洛伐克诗歌的先锋之一，强调形式和字句的洗练。在中学时代他就开始了诗歌创作，之后为一系列专业杂志（如《青年斯洛伐克》、《斯洛伐克观点》、《斯洛伐克方向》、《创造》、《文化生活》、《民族复兴》等）写稿。他的主要作品有诗集《巢穴》（1937）、《我的祖国》（1939）、《无法遏止的忧伤》（1946）、《槭树叶》（1953）、《野蔷薇与向日葵》（1958）等。其诗歌具有感觉派和意象派的倾向，充满对童年和故乡的回忆，尤其是表现了对女性的赞颂。科斯特拉也从事美术活动，常亲自为自己的诗集作插图。

## 延伸阅读
- 科斯特拉. 收录于：吴笛编译. 黑夜的天使 20世纪欧美抒情诗选. 郑州：河南大学出版社, 2014.08. 页134-136.